# Susan Blu
Susan Maria (Sue) Blu (Saint Paul, 12 juli 1948) is een Amerikaans stemactrice en dialoogregisseur.
Ze is te horen als Arcee in het derde en vierde seizoen van The Transformers alsook in The Transformers: The Movie. Daarnaast sprak ze de stem in van onder meer Omasmurf in De Smurfen, Jessica Wray, Futura en Belfry in Filmation's Ghostbusters, Vipra en Judge J.B. McBride in BraveStarr en keytarspeelster Stormer in Jem and the Holograms. Bijrolletjes had Blu in animatieseries als My Little Pony, DuckTales en Beast Wars.
Voor de laatstgenoemde serie diende ze eveneens als dialoogregisseur. Ook voor The New Adventures of He-Man en beide series van Teenage Mutant Ninja Turtles regisseerde zij de stemacteurs.
Als actrice was Susan Blu onder meer te zien als Mrs. Shepard in Friday the 13th Part VII: The New Blood en als stewardess in een aflevering van Knight Rider.
Susan Blu was getrouwd met collega-actrice Cynthia Songé, die overleed in mei 2010.
- Bibsys: 2030445
- Biblioteca Nacional de España: XX1593946
- Bibliothèque nationale de France: cb14056232c (data)
- International Standard Name Identifier: 0000 0000 6759 2208
- Library of Congress Control Number: n91081063
- SNAC: w6jd5sc8
- Virtual International Authority File: 92766739
- WorldCat: E39PBJktwbw8BGHpkdmt8XjDMP